# Република Македонија на Европском првенству у атлетици у дворани 2019.
Република Македонија је учествовала на 35. Европском првенству у дворани 2019 који се одржао у Глазгову, Шкотска, од 1. до 3. марта. Ово је десето Европско првенство у дворани од 1994. године од када Македонија учествује самостално под овим именом.
Репрезентацију Македоније представљао је 1 спортиста који се такмичио у трци на 3.000 метара.

## Учесници
Мушкарци:
- Дарио Ивановски — 3.000 м

## Резултати

### Мушкарци
| Атлетичар       | Дисциплина | Лични рекорд | Квалификације     | Квалификације     | Полуфинале | Полуфинале | Финале               | Финале               | Детаљи |
| Атлетичар       | Дисциплина | Лични рекорд | Резултат          | Место             | Резултат   | Место      | Резултат             | Место                | Детаљи |
| --------------- | ---------- | ------------ | ----------------- | ----------------- | ---------- | ---------- | -------------------- | -------------------- | ------ |
| Дарио Ивановски | 3.000 м    | 8:03,65      | Није завршио трку | Није завршио трку |            |            | Није се квалификовао | Није се квалификовао |        |